# Ptecticus okinawae
Ptecticus okinawae är en tvåvingeart som beskrevs av James 1950. Ptecticus okinawae ingår i släktet Ptecticus och familjen vapenflugor. Inga underarter finns listade i Catalogue of Life.